# Leuzigen
Leuzigen (antiguamente Leuzingen) es una comuna suiza del cantón de Berna, situada en el distrito administrativo del Seeland. Limita al norte con las comunas de Bettlach (SO) y Selzach (SO), al este con Nennigkofen (SO), al sureste con Lüterkofen-Ichertswil (SO), al sur con Tscheppach (SO) y Bibern (SO), y al oeste con Arch.
Hasta el 31 de diciembre de 2009 situada en el distrito de Büren.

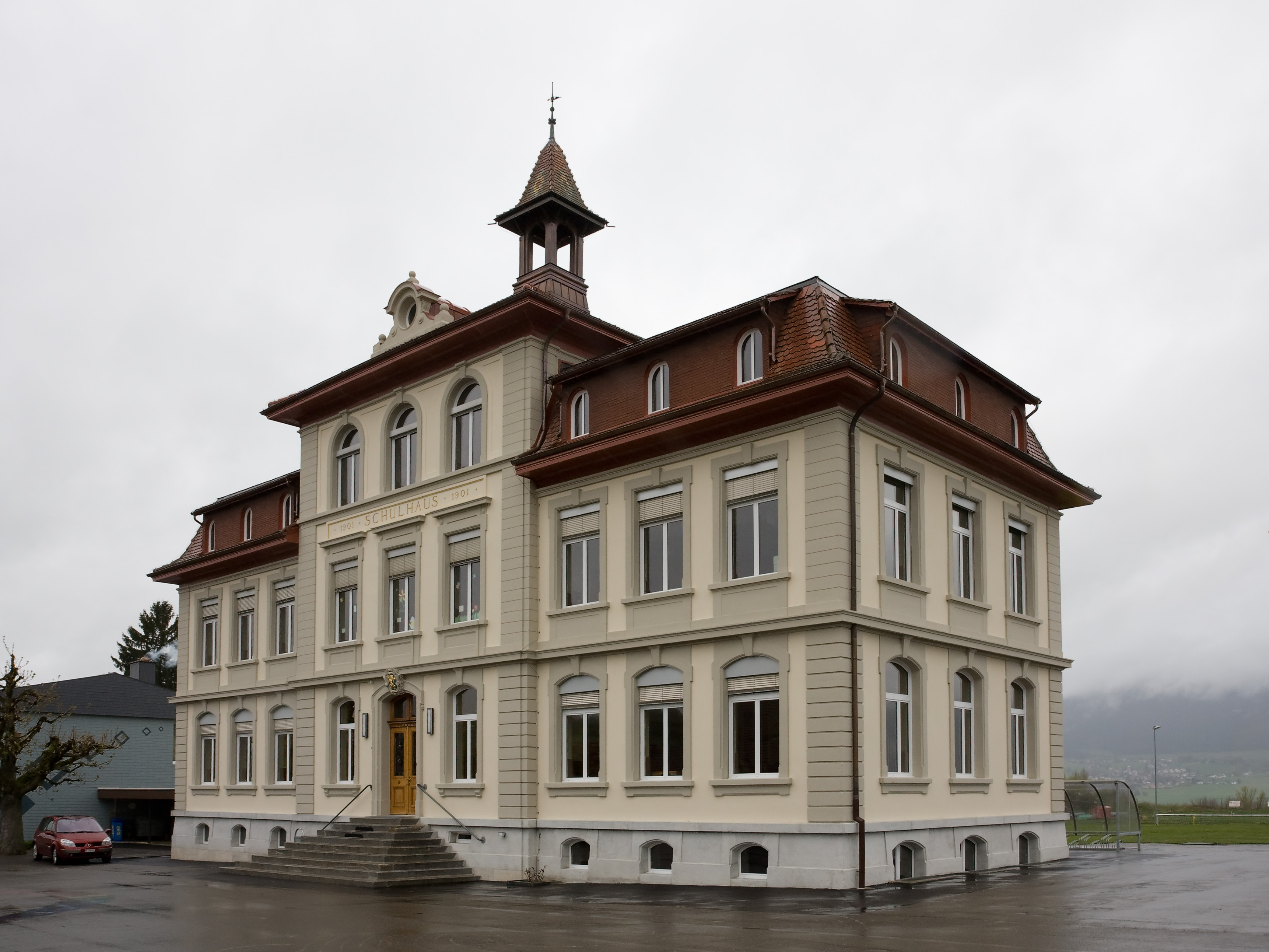
Escuela de Leuzigen.